# Reza Kiadarbandsari
Reza Kiadarbandsari (* 20. Mai 1994) ist ein iranischer Grasskiläufer. Er startet seit 2010 in FIS- und Weltcuprennen und nahm 2011 erstmals an einer Weltmeisterschaft teil.

## Karriere
Nachdem Reza Kiadarbandsari im Winter 2009/2010, wie auch in den nächsten Jahren, an mehreren FIS-Rennen im Alpinen Skisport teilgenommen hatte, nahm er im Sommer 2010 erstmals an internationalen Grasskirennen im iranischen Dizin teil. In den fünf FIS-Rennen im Juli erreichte er mit Platz sieben in der Super-Kombination und Rang neun im Slalom seine besten Ergebnisse; bei seinem einzigen Weltcupstart des Jahres am 5. August kam er im Riesenslalom als Vorletzter auf den 27. Platz. Mit diesen vier Weltcuppunkten sowie 40 Bonuspunkten aus den FIS-Rennen erzielte er im Gesamtklassement der Saison 2010 den 44. Platz. Bei der ebenfalls in Dizin ausgetragenen Juniorenweltmeisterschaft 2010 erzielte er mit Rang 15 im Riesenslalom sowie Rang 19 im Super-G zwei Platzierungen im Mittelfeld. In der Super-Kombination kam er nach einem schweren Fehler nur als Letzter ins Ziel und im Slalom wurde er nach einem Torfehler disqualifiziert.
In der Saison 2011 nahm Kiadarbandsari zunächst an den FIS-Rennen in Dizin, bei denen er dreimal unter die schnellsten zehn fuhr, und an den FIS-Rennen im österreichischen Wilhelmsburg teil, die seine ersten Starts außerhalb des Irans waren, bei denen er aber ohne Ergebnis blieb. Anschließend nahm er an der Weltmeisterschaft 2011 und der zugleich ausgetragenen Juniorenweltmeisterschaft im schweizerischen Goldingen teil. Bei beiden Veranstaltungen kam er nur im Super-G ins Ziel – bei den Junioren als 13. und in der Allgemeinen Klasse als 25. An Weltcuprennen nahm er 2011 nicht teil, doch in der Saison 2012 startete er neben den FIS-Rennen auch wieder bei Weltcuprennen in Dizin. In den Weltcuprennen erreichte er mit Platz 16 im Riesenslalom und Rang 17 im zweiten der beiden Super-G seine bisher besten Ergebnisse. Den Gesamtweltcup beendete er an 48. Position.

## Erfolge

### Weltmeisterschaften
- Goldingen 2011: 25. Super-G

### Juniorenweltmeisterschaften
- Dizin 2010: 15. Riesenslalom, 19. Super-G, 24. Super-Kombination
- Goldingen 2011: 13. Super-G

### Weltcup
- 2 Platzierungen unter den besten 20